# Okręg wyborczy nr 28 do Senatu Rzeczypospolitej Polskiej (2001–2011)
Okręg wyborczy nr 28 do Senatu Rzeczypospolitej Polskiej obejmował w latach 2001–2011 obszar miast na prawach powiatu Bytomia, Gliwic i Zabrza oraz powiatów gliwickiego i tarnogórskiego (województwo śląskie). Wybierano w nim 2 senatorów na zasadzie większości względnej.
Powstał w 2001, jego obszar należał wcześniej do okręgów obejmujących części województw częstochowskiego i katowickiego. Zniesiony został w 2011, na jego obszarze utworzono nowe okręgi nr 70 i 71.
Siedzibą okręgowej komisji wyborczej były Gliwice.

## Reprezentanci okręgu
| Rok  | Senator komitet wyborczy                 | Senator komitet wyborczy                  | Senator komitet wyborczy                 | Senator komitet wyborczy                                      |
| ---- | ---------------------------------------- | ----------------------------------------- | ---------------------------------------- | ------------------------------------------------------------- |
| 2001 |                                          | Zbigniew Religa KWW Blok Senat 2001       |                                          | Jerzy Markowski KKW Sojusz Lewicy Demokratycznej – Unia Pracy |
| 2005 |                                          | Jadwiga Rudnicka Prawo i Sprawiedliwość   |                                          | Maria Pańczyk-Pozdziej Platforma Obywatelska RP               |
| 2007 |                                          | Andrzej Misiołek Platforma Obywatelska RP |                                          | Maria Pańczyk-Pozdziej Platforma Obywatelska RP               |
| 2011 | okręg zniesiony, patrz okręgi nr 70 i 71 | okręg zniesiony, patrz okręgi nr 70 i 71  | okręg zniesiony, patrz okręgi nr 70 i 71 | okręg zniesiony, patrz okręgi nr 70 i 71                      |

## Wyniki wyborów
Symbolem „●” oznaczono senatorów ubiegających się o reelekcję.

### Wybory parlamentarne 2001
| Kandydat                                              | Kandydat           | Komitet wyborczy                                     | Głosów  |
| ----------------------------------------------------- | ------------------ | ---------------------------------------------------- | ------- |
|                                                       | Zbigniew Religa    | KWW Blok Senat 2001                                  | 133 511 |
|                                                       | Jerzy Markowski●   | KKW Sojusz Lewicy Demokratycznej – Unia Pracy        | 94 920  |
|                                                       | Sergiusz Karpiński | KKW Sojusz Lewicy Demokratycznej – Unia Pracy        | 80 784  |
|                                                       | Bolesław Pochopień | KWW Blok Senat 2001                                  | 59 692  |
|                                                       | Urszula Bartecka   | KWW „Autonomia dla Ziemi Górnośląskiej”              | 39 999  |
|                                                       | Stanisław Pasyk    | Polskie Stronnictwo Ludowe                           | 22 749  |
|                                                       | Wojciech Kozik     | Konserwatywno-Liberalna Partia Unia Polityki Realnej | 13 209  |
| Frekwencja: 39,25% Źródło: Państwowa Komisja Wyborcza |                    |                                                      |         |

*Jerzy Markowski reprezentował w Senacie IV kadencji (1997–2001) województwo katowickie.

### Wybory parlamentarne 2005
| Kandydat                                              | Kandydat                  | Komitet wyborczy                        | Głosów |
| ----------------------------------------------------- | ------------------------- | --------------------------------------- | ------ |
|                                                       | Jadwiga Rudnicka          | Prawo i Sprawiedliwość                  | 77 948 |
|                                                       | Maria Pańczyk-Pozdziej    | Platforma Obywatelska RP                | 77 860 |
|                                                       | Jan Kaźmierczak           | Platforma Obywatelska RP                | 72 937 |
|                                                       | Jerzy Markowski●          | Sojusz Lewicy Demokratycznej            | 45 334 |
|                                                       | Stanisław Kowolik         | Liga Polskich Rodzin                    | 31 374 |
|                                                       | Aleksander Romuald Sieroń | Sojusz Lewicy Demokratycznej            | 31 236 |
|                                                       | Edward Prus               | Liga Polskich Rodzin                    | 23 985 |
|                                                       | Beatrix Piszka            | KWW „Autonomia Dla Ziemi Górnośląskiej” | 18 152 |
|                                                       | Krzysztof Fijałkowski     | Polska Konfederacja – Godność i Praca   | 10 528 |
| Frekwencja: 35,80% Źródło: Państwowa Komisja Wyborcza |                           |                                         |        |

### Wybory parlamentarne 2007
| Kandydat                                              | Kandydat                | Komitet wyborczy                      | Głosów  |
| ----------------------------------------------------- | ----------------------- | ------------------------------------- | ------- |
|                                                       | Maria Pańczyk-Pozdziej● | Platforma Obywatelska RP              | 147 115 |
|                                                       | Andrzej Misiołek        | Platforma Obywatelska RP              | 129 826 |
|                                                       | Stanisław Kowolik       | Prawo i Sprawiedliwość                | 100 166 |
|                                                       | Jerzy Markowski         | KKW Lewica i Demokraci SLD+SDPL+PD+UP | 73 943  |
|                                                       | Cecylia Machulska       | Polskie Stronnictwo Ludowe            | 49 685  |
| Frekwencja: 50,96% Źródło: Państwowa Komisja Wyborcza |                         |                                       |         |